# 永皓
恆敬郡王永皓（1755年12月22日—1788年12月21日），恆恪親王弘晊第十子，生母二格之女石佳氏原為庶福晉，中國第一歷史檔案館有藏乾隆四十四年五月初三日《為恆郡王永皓奏請賞伊母側福晉著加恩封為側福晉事》。恆親王系第三代。

## 生平
乾隆二十年（1755年）十一月二十日辰時出生，乾隆四十年（1775年）十月接替父親成為恆親王第三代，惟因恆親王並非世襲罔替的爵位，他的封爵僅為多羅郡王。乾隆五十一年三月，總理鑲白旗覺羅學。
乾隆五十三年（1788年）十一月二十四日丑時去世，虛歲三十二歲。由族兄永澤承襲恆親王系第五代，永澤之父弘昇則被追封為恆親王系第四代。

## 妻妾
- 嫡福晉伊拉喇氏，總兵伊常阿之女。

- 繼福晉伊爾根覺羅氏，副都統薩阿岱（薩哈岱）之女，两江总督萨载之妹。

- 側福晉張佳氏，有義之女。中國第一歷史檔案館有藏乾隆五十四年三月初七日《為恆敬郡王之側福晉生一遺腹子俟及歲再引見承襲事》。